# Christian Kauter
Christian Kauter (Berna, 6 de mayo de 1947) es un deportista suizo que compitió en esgrima, especialista en la modalidad de espada.
Participó en tres Juegos Olímpicos de Verano entre los años 1968 y 1976, obteniendo dos medallas, plata en Múnich 1972 y bronce en Montreal 1976. Ganó tres medallas en el Campeonato Mundial de Esgrima entre los años 1970 y 1979.

## Palmarés internacional
| Juegos Olímpicos   | Juegos Olímpicos         | Juegos Olímpicos  | Juegos Olímpicos   |
| Año                | Lugar                    | Medalla           | Prueba             |
| ------------------ | ------------------------ | ----------------- | ------------------ |
| 1972               | Múnich (RFA)             | Medalla de plata  | Espada por equipos |
| 1976               | Montreal (Canadá)        | Medalla de bronce | Espada por equipos |
| Campeonato Mundial |                          |                   |                    |
| Año                | Lugar                    | Medalla           | Prueba             |
| 1970               | Ankara (Turquía)         | Medalla de bronce | Espada por equipos |
| 1977               | Buenos Aires (Argentina) | Medalla de plata  | Espada por equipos |
| 1979               | Melbourne (Australia)    | Medalla de bronce | Espada por equipos |